# Mosnac-Saint-Simeux
Mosnac-Saint-Simeux è un comune francese del dipartimento della Charente, creato nel 2021 dalla fusione dei comuni di Mosnac e Saint-Simeux.